# BMW N47
BMW N47 - 4-cylindrowy silnik wysokoprężny produkowany przez BMW.

## N47 - N47D20C (X120d 20dX)
| Liczba cylindrów           | 4                                  |
| Średnica cylindrów         | 84 mm                              |
| Skok tłoka                 | 90 mm                              |
| Pojemność                  | 1995 cm3                           |
| Stopień sprężania          | 16,5:1                             |
| Moc maksymalna             | 130 kW (177 KM) przy 4000 obr./min |
| Obroty maksymalne          |                                    |
| Maksymalny moment obrotowy | 350 Nm przy 1750-3000 obr./min     |

## N47 - N47D20D (X123dX)
| Liczba cylindrów           | 4                                  |
| Średnica cylindrów         | 84 mm                              |
| Skok tłoka                 | 90 mm                              |
| Pojemność                  | 1995 cm3                           |
| Stopień sprężania          | 16,5:1                             |
| Moc maksymalna             | 150 kW (204 KM) przy 4400 obr./min |
| Obroty maksymalne          |                                    |
| Maksymalny moment obrotowy | 400 Nm przy 2000-2250 obr./min     |